# Beauty and the Rogue
Beauty and the Rogue is een Amerikaanse filmkomedie uit 1918 onder regie van Henry King.

## Verhaal
Roberta Lee overtuigt haar vader om de gedetineerde Bill Dorgan als tuinman in dienst te nemen. Bill steelt de juwelen van Roberta, wanneer zij met vakantie is op een boerderij. Roberta maakt kennis met Richard Van Stone en ze worden verliefd. Hij doet haar een broche cadeau, die hij heeft gekocht van Bill. Wanneer Roberta die broche herkent, geeft ze Richard aan bij de politie. Uiteindelijk wordt de echte dief gevat en ontdekt Roberta dat Richard de nieuwe chef wordt van haar vader.

## Rolverdeling
| Acteur              | Personage            |
| ------------------- | -------------------- |
| Mary Miles Minter   | Roberta Lee          |
| Allan Forrest       | Richard Van Stone    |
| Orral Humphrey      | Bill Dorgan          |
| George Periolat     | Thomas Lee           |
| Lucille Ward        | Sarah Wilson         |
| Spottiswoode Aitken | Benjamin Wilson      |
| Clarence Burton     | Rechercheur Callahan |